# Тім Павсат
Тім Павсат (англ. Tim Pawsat; нар. 10 грудня 1963) — колишній американський тенісист.
Здобув 5 парних титулів.
Найвищим досягненням на турнірах Великого шолома були чвертьфінали в парному розряді.

## Фінали за кар'єру

### Парний розряд (5–3)
| Результат | W/L | Дата | Турнір                               | Покриття | Партнер       | Суперники                                | Рахунок       |
| --------- | --- | ---- | ------------------------------------ | -------- | ------------- | ---------------------------------------- | ------------- |
| Поразка   | 1.  | 1987 | Лондон/Queen's Club, Велика Британія | Трава    | Рік Ліч       | Гі Форже Яннік Ноа                       | 4–6, 4–6      |
| Перемога  | 1.  | 1987 | Stuttgart Outdoor, Німеччина         | Ґрунт    | Рік Ліч       | Мікаель Пернфорс Магнус Тідеман          | 6–3, 6–4      |
| Перемога  | 2.  | 1988 | Окленд, Нова Зеландія                | Тверде   | Мартін Девіс  | Семмі Джаммалва Джим Грабб               | 6–3, 3–6, 6–4 |
| Поразка   | 2.  | 1988 | Бристоль, Велика Британія            | Трава    | Мартін Девіс  | Пітер Дуен Лорі Вордер                   | 6–2, 4–6, 5–7 |
| Поразка   | 3.  | 1989 | Лондон/Queen's Club, Велика Британія | Трава    | Лорі Вордер   | Даррен Кейгілл Марк Кратцманн            | 6–7, 3–6      |
| Перемога  | 3.  | 1989 | Лівінгстон, США                      | Тверде   | Тім Вілкінсон | Келле Евернден Семмі Джаммалва           | 7–5, 6–3      |
| Перемога  | 4.  | 1989 | Лос-Анджелес, США                    | Тверде   | Мартін Девіс  | Джон Фіцджеральд (тенісист) Андерс Яррід | 7–5, 7–6      |
| Перемога  | 5.  | 1989 | Орландо, США                         | Тверде   | Скотт Девіс   | Кен Флек Роберт Сегусо                   | 7–5, 5–7, 6–4 |